# Fucile Minié
Il fucile Miniè fu un'arma da fuoco ad avancarica e canna rigata sviluppata nel 1849 in seguito all'invenzione, nel 1847, della pallottole Minié, una pallottola cilindro-conica di piombo brevettata dal capitano francese Claude-Étienne Minié.
Il fucile, prodotto a partire dal 1851, fu adottato dall'esercito francese che lo impiegò nella guerra di Crimea e nella seconda guerra d'indipendenza italiana.
La pallottola permetteva di sfruttare meglio il gas in espansione generato dalla combustione, e la rigatura del fucile poteva in questo modo imprimere un moto uniforme alla pallottola aumentandone la gittata e la precisione.